# Svarttjärnen (Nätra socken, Ångermanland, 700472-163360)
Svarttjärnen är en sjö i Örnsköldsviks kommun i Ångermanland och ingår i Nätraån-Ångermanälvens kustområde. Svarttjärnen ligger i Skuleskogen Natura 2000-område.